# Estádio do Clube Desportivo das Aves
O Estádio do Clube Desportivo das Aves é um estádio de futebol da Vila das Aves, pertencendo ao clube com o mesmo nome. Foi inaugurado no ano de 1981 e tem capacidade para 6 230 lugares sentados, parte dos quais cobertos. É propriedade do CD Aves que o utilizou desde a sua inauguração até 2021, ano em que a secção de futebol foi extinta. 

## História
Estádio do Clube Desportivo das Aves foi inaugurado a 8 de Dezembro de 1981, 11 anos e meio depois do lançamento da primeira pedra a 14 de Junho de 1970.
Salas de imprensa e balneários foram construídos no ano 2000 de forma a candidatar-se a centro de treinos do Euro 2004 e as bancadas centrais foram totalmente encadeiradas na época 2006/07.
A Seleção Francesa de Futebol utilizou o estádio como campo de treinos na preparação para o Euro 2004.
Ao longo dos anos, a incursão e permanência do Desportivo das Aves na Primeira Liga, permitiu um maior investimento dando asas a melhorias interiores e estéticas exteriores, a última das quais na forma de uma pintura em 2015.
Desde 2023, o recinto tem sido casa do recém criado AVS Futebol SAD, que apesar do nome parecido nada tem a ver com o anterior clube e proprietário do estádio, mantendo-se apenas a ligação através de um contrato de aluguer do mesmo, pois este apresenta condições que permitem a participação na primeira divisão.
Em 2023, com a colocação de cadeiras na totalidade do recinto e a requalificação dos lugares de camarotes, a lotação terá caído para cerca de 6 230 espectadores.